# Carlos Simpson
Carlos Tschudi Simpson (* 30. Juni 1962) ist ein US-amerikanischer Mathematiker, der sich mit Algebraischer Geometrie befasst.
Simpson wurde 1987 an der Harvard University bei Wilfried Schmid promoviert (Systems of Hodge Bundles and Uniformization). Er war Professor an der Universität Toulouse Paul Sabatier und danach an der Universität Nizza. Er ist Forschungsdirektor des CNRS.
Er befasst sich mit Modulräumen von Vektorbündeln, höherer nichtabelscher De Rham Kohomologie (Hodge-Theorie), Theorie höherer Kategorien und Verifikation von Beweisen mit Computern (er schrieb zum Beispiel Programme zu Beweisen in Zermelo-Fraenkel-Mengenlehre im Programmsystem Coq).
In seiner Dissertation führte er gleichzeitig mit Nigel Hitchin Higgs-Bündel ein.
Nach ihm und Pierre Deligne ist das Deligne-Simpson-Problem benannt, ein algebraisches Problem in Zusammenhang mit Monodromiematrizen. 1998 fand er ein Gegenbeispiel zu einer Arbeit von Wladimir Wojewodski und Michail Kapranow von 1989 über {\displaystyle \infty }-Gruppoide und Homotopietypen.
1991 wurde er Sloan Research Fellow. Er war Invited Speaker auf dem Internationalen Mathematikerkongress 1990 in Kyoto (Nonabelian Hodge Theory). 2015 erhielt er den Sophie-Germain-Preis.

## Schriften
- Constructing variations of Hodge Structure using Yang-Mills-Theory and applications to Uniformization. J. AMS 1, 1988, 867–918.
- Transcendental Aspects of the Riemann-Hilbert Correspondence. Illinois J. Math., 34, 1990, 368–391.
- Harmonic bundles on non compact curves. J. AMS 3, 1990, 713–770.
- Higgs bundles and local systems. Pub. Math. IHES 75, 1992, 5–95, numdam.
- Moduli of representations of the fundamental group of a smooth projective variety. 1,2, Pub. Math. IHES, Band 79, 1994, 47–129, Band 80, 1994, 5–79.
- Subspaces of moduli spaces of rank one local systems. Annales scientifiques de l’École Normale Supérieure, Sér. 4, Band 26, 1993, S. 361–401.
- Asymptotic behavior of monodromy: singularly perturbed differential equations on a Riemann surface. Lecture Notes in Mathematics, Springer Verlag, 1991.
- Homotopy Theory of Higher Categories: From Segal Categories to N-Categories. Cambridge University Press, 2012.
- The Hodge Filtration on nonabelian cohomology. Algebraic geometry, Santa Cruz 1995, Proc. Sympos. Pure Math., 62, Part 2, A.M.S. (1997), 217–281.